# Koszykówka na Letniej Uniwersjadzie 1963
Koszykówka na Letniej Uniwersjadzie 1963 – zawody koszykarskie rozgrywane podczas Letniej Uniwersjady 1963 w Porto Alegre. W programie znalazła się jedna konkurencja – turniej mężczyzn. Był on rozgrywany po raz trzeci w historii letnich uniwersjad. Był to także drugi przypadek w historii (wcześniej podczas turnieju na Letniej Uniwersjadzie 1959), gdy w rywalizacji koszykarskiej rozegrano tylko turniej mężczyzn.
W turnieju mężczyzn najlepsi okazali się gospodarze, Brazylia. Drugą pozycję zajęła Kuba, a trzecią Peru. Był to pierwszy przypadek w historii turniejów mężczyzn w ramach letnich uniwersjad, gdy wszystkie medale zdobyli przedstawiciele Ameryki Południowej. Dla wszystkich trzech reprezentacji były to pierwsze medale w tej konkurencji, a dla Peru jedyny w historii startów w tej konkurencji.

## Klasyfikacje medalowe

### Wyniki konkurencji
| Konkurencja:     | 1. miejsce | 2. miejsce | 3. miejsce |
| Turniej mężczyzn | Brazylia   | Kuba       | Peru       |

### Klasyfikacja medalowa państw
| Nr | Państwo  |   |   |   | Ogółem |
| -- | -------- | - | - | - | ------ |
| 1. | Brazylia | 1 | 0 | 0 | 1      |
| 2. | Kuba     | 0 | 1 | 0 | 1      |
| 3. | Peru     | 0 | 0 | 1 | 1      |